# Adolph Rosenkilde
Adolph Marius Rosenkilde, född den 16 februari 1816, död den 14 oktober 1882, var en dansk skådespelare, son till Christian Niemann Rosenkilde, gift med Anna Kirstine Paaske.
Rosenkilde blev student 1836 och debuterade samma år på kungliga teatern. Han reste 1839 till Kristiania, där han utbildade sig till en ypperlig komiker och inlade stor förtjänst genom sin skarpa uppfattning och noggranna utarbetning av rollen. I Norge stannade Rosenkilde till 1850 och var därefter engagerad först vid Kasino-teatern och sedan 1857 vid kungliga teatern, där han i Holbergs och Hertz lustspel hade sina bästa roller. Han ägnade sig liksom fadern åt författarverksamhet och vann stort bifall i synnerhet genom sin humoristiska berättelse Anders Tikjøb (1861, 14:e upplagan 1907, "Anders Tikjöb eller en jutländsk klockares besök i Köpenhamn", 1863). Hans samlade skrifter utkom 1872 i 2 band under titeln Mellem saisonerne.

## Utmärkelser
- Riddare av Dannebrogorden,  1874[2]

[Redigera Wikidata]